# Manuel Rodríguez Erdoíza

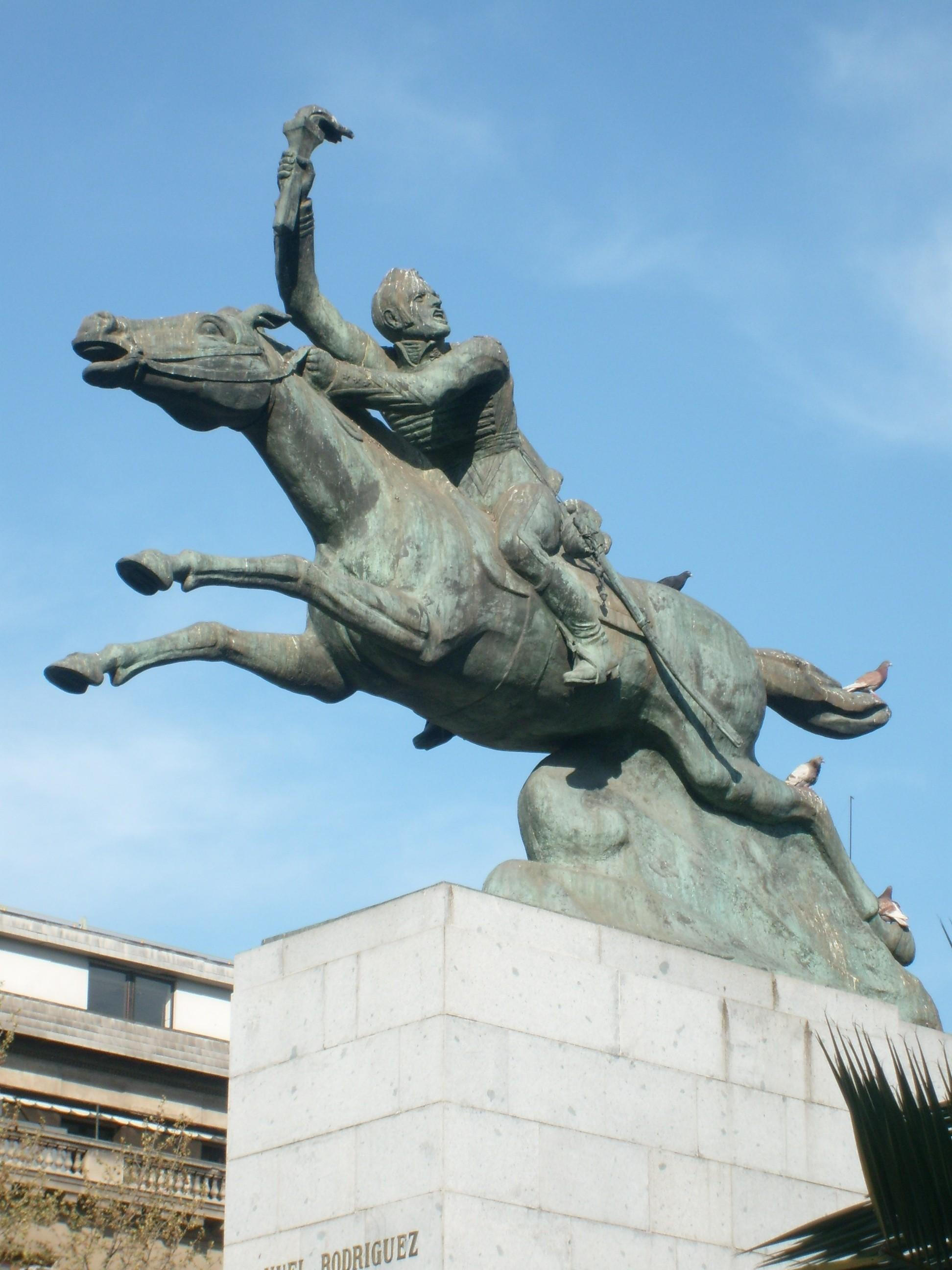
Statue von Manuel Rodríguez in Santiago de Chile

Manuel Javier Rodríguez Erdoíza (* 24. Februar 1785 in Santiago de Chile; † 26. Mai 1818 in Tiltil) war ein chilenischer Rechtsanwalt, Militär, Revolutionär und Politiker, der zu den führenden Kräften des chilenischen Unabhängigkeitskrieges zählte.

## Herkunft und Elternhaus
Manuel Rodríguez wurde als Sohn von Carlos Rodríguez de Herrera y Zeballos und María Loreto de Erdoíza y Aguirre geboren. Die Familie hat baskische Wurzeln. Sein Vater arbeitete zunächst als Sekretär eines spanischen Gesandten im königlichen Zollbüro von Lima und machte dort Karriere, bis er Zolldirektor des Generalkapitanats Chile wurde. Der Vater war nicht vermögend, nur dank der Mitgift der Mutter, die aus einer hochrangigen chilenischen Aristokratenfamilie stammte, war ein Auskommen möglich. Die Familie Rodríguez legte Wert auf Erziehung und Kultur, sie verkehrte in der obersten Gesellschaft trotz ihrer bescheidenen Mittel aus dem Beamtensold des Vaters und der Rente der Mutter.
Die vier Kinder, eines davon aus erster Ehe des Vaters, wurden auf die damals beste Schule Chiles, das Convictorio Carolino geschickt. Sein Halbbruder Joaquín Fernández de Leiva, Kind der ersten Ehe seiner Mutter, machte Karriere in der Verwaltung und war 1810 Abgesandter Chiles an die Cortes von Cádiz. Der Bruder Carlos Rodríguez Erdoíza war unter José Miguel Carrera 1814 Kriegsminister Chiles, später Außenminister und Mitglied des Obersten Gerichtshofes. Der Bruder Ambrosio war ebenfalls am Unabhängigkeitskampf beteiligt und amtierte als Bürgermeister (intendente) von Chillán.
Als Kind einer „armen“ Aristokratenfamilie fühlte sich Manuel gegenüber seinen Klassenkameraden stets zurückgesetzt. Er stellte früh die festgefügte gesellschaftliche Struktur in Frage, die aus unüberwindbaren Schichten bestand, an deren Spitze die gebürtigen Spanier (die peninsulares – Halbinsulaner) standen, gefolgt von den wohlhabenden Einheimischen und schließlich dem Rest des Volkes, das in Unbildung und Armut lebte.
Das große und eindrucksvolle Haus der Rodríguez’, gelegen am heutigen Sitz der Zentralbank Chiles, war eine Erbschaft aus erster Ehe der Mutter Maria Loreto. Das prachtvolle Gebäude mit mehreren Schlafzimmern, Innenhöfen und Salons stand im schroffen Gegensatz zur sparsamen Lebensweise und den angespannten wirtschaftlichen Verhältnissen. Die Familie Rodríguez hatte nur wenige Hausangestellte, verglichen mit anderen Häusern, die in großer Zahl Diener, Küchenpersonal, Kindermädchen und ganze Sklavenfamilien unterhielten.

## Leben

### Ausbildung und Beruf
Manuel Rodríguez unternahm seine ersten Studien im elitären Convictorio Carolino von Santiago, das Schulgeld wurde durch ein Stipendium reduziert. Dort freundete sich Manuel mit einem Klassenkameraden an, der im Unabhängigkeitskrieg ebenfalls eine führende Rolle spielen sollte, mit José Miguel Carrera, Die Elternhäuser der beiden lagen nicht weit voneinander entfernt und die beiden wurden enge Freunde. Manuel Rodríguez nahm daraufhin das Studium der Rechtswissenschaft an der Real Universidad de San Felipe (dem Vorläufer der Universidad de Chile) auf, das er mit der Promotion 1804 abschloss.
Er nahm dann eine Tätigkeit als Anwalt des Stadtrats von Santiago auf. Alle Rodríguez-Brüder schlossen sich der politischen Richtung der Carrera-Anhänger an, die eine eigenstaatliche Unabhängigkeit Chiles vertraten.

### Politische Laufbahn in der „Alten Republik“ (Patria Vieja)
Zwischen 1810 und 1811 regierte in Chile eine Regierungsjunta unter dem Vorsitz von Mateo de Toro Zambrano y Ureta, Conde de la Conquista, der als Gouverneur des Generalkapitanats noch von König Ferdinand VII. ernannt worden war. In den ersten Monaten des Jahres 1811 gewannen revolutionäre Ideen an Zustimmung, die im Gegensatz zum moderaten Reformkurs der Junta standen. Die Junta, die als legitimistisch-königstreues Bollwerk gegen den napoleonischen Marionettenkönig Joseph Bonaparte angetreten war, wandelte sich im Selbstverständnis in ein eigenständiges Staatsorgan, das der Rückkehr und der Vorherrschaft der Spanier generell entgegentrat. Zu dieser Zeit gewann José Miguel Carrera, der vehement für eine Eigenstaatlichkeit Chiles eintrat, mit seinen fortschrittlichen und radikalen Vorstellungen an Beliebtheit.
Rodríguez wurde für den Wahlkreis Talca als Parlamentsabgeordneter gewählt. Am 4. September 1811 unternahm Carrera, militärisch unterstützt von seinen Brüdern Juan José und Luis einen Staatsstreich und setzte eine Junta von fünf Mitgliedern ein, an der er selbst nicht beteiligt war. Im Zuge dieses Putsches verlor Manuel Rodríguez seinen Posten als städtischer Anwalt, allem Anschein nach aufgrund von Differenzen, die Carlos Correa de Saa, einer der intellektuellen Führer des Aufstandes, mit Manuels Vater Carlos hatte.
Am 15. November 1811 setzte Carrera die Junta ab und löste sie durch ein dreiköpfiges Gremium ab. Rodríguez wurde Kriegsminister und trat am 2. Dezember im Rang eines Hauptmanns in die Armee ein. Die Junta regierte Chile bis 1813 und ebnete den Weg in die Eigenstaatlichkeit mit Beziehungen zu den USA und der Einführung staatlicher Symbole.
Das Verhältnis zwischen Carrera und Rodríguez kühlte sich während dieser Zeit ab. 1813 wurden die Brüder Rodríguez der Verschwörung angeklagt und zu einem Jahr Verbannung auf den Juan-Fernández-Inseln verurteilt; es gelang Rodríguez jedoch, die Vollstreckung des Urteils zu verhindern.
1813 entsandte der Vizekönig José Fernando Abascál y Sousa ein Expeditionsheer, um den Unabhängigkeitsbestrebungen Chiles ein Ende zu setzen. Angesichts dieser Bedrohung hob der Senat die Verfassung auf und ernannte Carrera zum Oberbefehlshaber des Heeres mit der Aufgabe, die Unabhängigkeit des Landes gegen die Spanier zu verteidigen. Carrera wurde nach seiner Festnahme bei der Überraschung von El Roble abgesetzt, am 14. März 1814 wurde Francisco de la Lastra zum alleinigen Director Supremo ausgerufen. Am 3. Mai 1814 unterzeichneten die Unabhängigkeitskämpfer den Vertrag von Lircay, in dem sie der spanischen Krone weitgehende Loyalität zusicherten. Diese Entwicklung brachte Carrera und Rodríguez wieder zusammen: Manuel Rodríguez verbarg den abgesetzten José Miguel bei sich zu Hause und kritisierte die Regierung von la Lastra scharf in Artikeln in der Zeitung Monitor Araucano. Als die Carrera-Brüder am 23. Juli 1814 erneut putschten und die Macht in Santiago erlangten, erhielt auch Rodríguez einen Ministerposten.
Die Spanier unter Mariano Osorio besiegten die chilenischen Truppen am 2. Oktober 1814 bei der Schlacht von Rancagua vernichtend und übernahmen die Regierung in Chile. Die Unabhängigkeitskämpfer, unter ihnen auch Manuel Rodríguez, gingen über die Anden nach Mendoza ins argentinische Exil.

### Wiederherstellung der spanischen Herrschaft und Guerilla-Krieg
Zwischen 1815 und 1817 regierte in Chile der Feldmarschall Casimiro Marcó del Pont, der mit großem Pomp herrschte und sehr hart gegen die chilenische Unabhängigkeitsbewegung vorging. Im Exil in Mendoza arbeitete Rodríguez in einer Druckerei, wo er politische Flugblätter herstellte.
Er traf den Gouverneur José de San Martín, mit dem er sich auf Anhieb gut verstand. Gemeinsam mit ihm und O’Higgins bereitete Rodríguez Pläne für einen Feldzug gegen die Spanier vor und organisierten heimlich einen Aufstand in Chile. San Martín beauftragte Rodríguez damit, mit einer kleinen Truppe Bewaffneter nach Chile zu marschieren, um mit Guerilla-Taktik den Spaniern Widerstand zu leisten und den Geist der Rebellion im Lande aufrechtzuerhalten. Zu diesem Zweck tat sich Rodríguez mit dem Banditen José Miguiel Neira zusammen, der sich der Unabhängigkeitsbewegung angeschlossen hatte.
San Martín arbeitete gut mit O’Higgins und Rodríguez zusammen, vertrug sich aber überhaupt nicht mit José Miguel Carrera, der wenig Neigung zeigte, sich unterzuordnen. Schließlich sandte ihn San Martín nach Buenos Aires; dort eskalierten die Differenzen zwischen den Anhängern von O’Higgins und Carrera.
Zwischen 1815 und 1817 stiftete Manuel Rodríguez mit seiner Guerilla-Taktik erhebliche Unruhe unter den spanischen Truppen. Er baute ein Netz von geheimen Kommunikationsverbindungen auf. Er tauchte auf und verschwand und bewegte sich in den unterschiedlichsten Verkleidungen, als Mönch, Bauer, Straßenhändler, Hausbediensteter und sogar als Frau. Einmal soll er verkleidet als Kammerdiener sogar die Kutsche des Feldmarschalls am Eingang des Regierungspalastes geöffnet haben und dafür vom Gouverneur mit einem Trinkgeld bedacht worden sein. Derartige Aktionen ließen Rodríguez zum Volkshelden und zur Legende werden.

### Unabhängigkeit
Am 12. Januar 1817 überschritt die Befreiungsarmee von rund 4.000 Soldaten den Andenhauptkamm und zog auf chilenischem Gebiet ein. Bei der Schlacht von Chacabuco am 12. Februar 1817 besiegten sie die Spanier. O’Higgins, der sich zunehmend gegen den Carrera-Anhänger Rodríguez stellte, ließ Rodríguez in der Folge verhaften, doch ihm gelang die Flucht. Geübt im Verstecken gelang es ihm, sich zu verbergen, bis San Martín zu seinen Gunsten einschritt und ihm den Rang eines Obersten zusprach. Im folgenden Jahr wurden die Königstreuen Schritt für Schritt zurückgeschlagen, bis am 12. Februar 1818 in Talca die Unabhängigkeit Chiles formell proklamiert wurde.

### Schlacht von Cancha Rayada und „Neue Republik“ (Patria Nueva)
Am 19. März 1818 wurden die chilenischen Truppen während der Nacht bei Cancha Rayada nördlich von Talca von etwa 5.000 Spaniern unter General Osorio überrascht. Ohne Sicht und Orientierung schossen die Unabhängigkeitskämpfer versehentlich aufeinander und waren bald besiegt. O’Higgins war verwundet, es ging das Gerücht um, er sei gefallen. Die Nachricht von der Niederlage löste Ernüchterung in der Hauptstadt aus und viele dachten an eine erneute Flucht nach Mendoza, als Manuel Rodríguez unter dem Schlachtruf „Noch haben wir eine Heimat, Bürger!“ die Stimmung unter den Kämpfern drehen konnte. Er rief sich selbst zum Director Supremo aus, ein Amt, das er für etwas mehr als einen Tag innehatte. Solange benötigte O’Higgins, um nach Santiago zu gelangen und wieder den Oberbefehl zu übernehmen. Nach den Ereignissen von Cancha Rayada gründete Rodríguez mit anderen Carrera-Anhängern das Regiment der Husaren des Todes (Husares de la Muerte), die einen weißen Totenkopf auf schwarzem Grund zum Abzeichen hatten — als Symbol dafür, dass sie lieber stürben als aufzugeben.
Zwei Wochen später, am 5. April 1818, versetzten die Chilenen drei Meilen vor den Toren Santiagos bei der Schlacht von Maipú den Spaniern die entscheidende Niederlage im Unabhängigkeitskrieg. Rodríguez’ Regiment wurde auf chilenischer Seite nicht eingesetzt und von O’Higgins bald darauf aufgelöst. Am 17. April 1818 bildete sich ein offener Rat, dem Rodríguez angehörte. Er vertrat dort die Auffassung, dass der Rat die Regierungsgewalt bis zur Neubildung des Kongresses übernehmen solle.
Sein Einfluss beim Volk, seine enge Freundschaft zu den Carrera-Brüdern und sein widerspenstiges Wesen brachten ihn in eine schwierige Situation mit O’Higgins. Auf Anraten des Anwalts Monteagudo wurde ihm eine diplomatische Mission in die Vereinigten Staaten angeboten, die aber praktisch einer Verbannung gleichgekommen wäre, da er sofort unter Bewachung an Bord des Schiffes hätte gehen müssen.
Sein leidenschaftliches Wesen fand auch Ausdruck in seiner Reaktion auf die Erschießung der Brüder Luis und Juan José Carrera. Rodríguez stürmte zu Pferd mit einer Fuhre Torf in den Präsidentenpalast, um gegen die Hinrichtung zu protestieren, nicht wissend, dass O’Higgins noch einen Begnadigungsbrief nach Mendoza gesandt hatte. Rodríguez glaubte, dieser verschlüsselte Brief habe gerade den gegenteiligen Inhalt gehabt. O’Higgins ließ ihn daraufhin in der Kaserne der Gebirgsjäger festsetzen, wo er trotz vergeblicher Intervention seiner Familie den Prozess erwartete.

### Tod und Beisetzung
Am 26. Mai 1818 sollte der Gefangene Manuel Rodríguez ins Militärgefängnis von Quillota verlegt werden. Auf dem Weg dorthin wurde er beim Dorf Til-Til von einem Oberleutnant namens Navarro hinterrücks erschossen. Als Anlass wurde offiziell ein Fluchtversuch angegeben. Navarro gestand 1825, dass O’Higgins selbst den Befehl zur Tötung gegeben habe.
Rodríguez’ Leiche wurde verstümmelt und in einem Graben zurückgelassen. Eine Gruppe von Anwohnern fand ihn, erkannte Rodríguez und begruben ihn heimlich unter dem Altar der Kapelle La Merced in Til-Til mit Hilfe eines örtlichen Geistlichen. Darin zeigte sich zum einen die Zuneigung, die Rodríguez beim Volk fand, aber auch die Abscheu vor der Regierung von O’Higgins. Am 24. August 1818 forderte José Miguel Carrera die Herausgabe des Leichnams, um ihm ein offizielles christliches Begräbnis zu ermöglichen.
Am Ende des 20. Jahrhunderts wurde der Leichnam auf den Hauptfriedhof von Santiago überführt. Man geht heute jedoch davon aus, dass die sterblichen Überreste im Grabmal gar nicht die von Rodríguez sind, sondern die eines älteren unbekannten Soldaten, der die Uniform der Husares de la Muerte. Zum Zeitpunkt seiner Erschießung trug Rodríguez nämlich keine Uniform. Damit läge Rodríguez noch heute in der Kapelle in Til-Til. An seinem Sterbeort wurde 1863 ein Denkmal errichtet, das folgenden Vers des Dichters Guillermo Matta trägt:
¡Jamás el héroe muere!
En la mano que le hiere
En página inmortal su nombre escribe,
Y el héroe Manuel con su gloria vive.

## Vermutete Ehe und Nachkommenschaft
Bis zum Ende 1817 unterhielt Rodríguez eine Beziehung zu Francisca de Paula Segura y Ruiz, einer Chilenin von 36 Jahren. Es liegen aber keine Belege für eine Eheschließung vor. In der Todesurkunde von Francisca Segura steht allerdings, sie sei die „Witwe von Manuel Rodríguez“. Die beiden hatten einen Sohn namens Juan Esteban Rodríguez Segura, der am 24. April 1818 in Santiago zur Welt kam. Er schlug eine politische Laufbahn ein, wurde Bürgermeister von Copiapó und Talca und schließlich Abgeordneter und Senator. Was seine Herkunft anging, war er sehr zurückhaltend, was damit zusammenhängen mag, dass er als möglicherweise uneheliches Kind zu gelten hatte, was in den streng religiösen Vorstellungen der Zeit ein schlimmer Makel war. Aus zwei Ehen hatte er 14 Kinder, deren Nachfahren noch heute den berühmten Namen tragen.

## Nachleben
Die Erinnerung an den Patrioten hat in Chile Folklore und mündliche Überlieferung inspiriert. Seine Heldentaten wurden in Groschenromanen nacherzählt und weitergesponnen. In Romanen und Bühnenwerken wurde sein Leben ebenso weitergetragen wie in Liedern (darunter eines mit Text von Pablo Neruda) und Filmen.

## Ehrungen
Viele Feuerwehreinheiten in Chile tragen seinen Namen und sein Bild im Wappen. Er ist auch auf den chilenischen 2.000-Peso-Banknoten abgebildet.
Manuel Rodríguez ist Namensgeber für mehrere politische Bewegungen. Vor allem für Politiker aus dem linken Spektrum ist der Volksfreund Rodríguez bis heute Inspiration und Bezugspunkt.